# Elizabeth Johnson
Elizabeth Johnson (nacida Reynolds, 8 de julio de 1721-14 de mayo de 1800) fue una escritora inglesa que intentó obtener uno de los premios ofrecidos por el Longitude Act de 1714. Johnson y Jane Squire fueron las únicas dos mujeres que lo intentaron. No era considerado un problema apropiado para mujeres debido a las implicancias financieras, marítimas y políticas.

## Primeros años
Hija del reverendo Samuel Reynolds y su esposa Theophilia, Elizabeth Johnson nació en Plympton, Devon. Entre sus hermanos se encuentra el reconocido artista Joshua Reynolds, quien la utilizó como modelo para sus trabajos.
Entre sus otros hermanos se incluyen la escritora Mary Palmer y el pintor Frances Reynolds.
El 7 de enero de 1753, Elizabeth Reynolds se casó con William Johnson en Great Torrington, Devon. Tuvieron siete hijos hasta que su esposo abandonó a la familia, dejando a Elizabeth en una situación precaria y dependiente de sus escritos para mantenerse.

## Publicaciones
Los escritos religiosos de Johnson, comenzando con The Explication of the Vision to Ezekiel, en 1781, fueron publicados como anónimos, probablemente para evitar la crítica por ser mujer o por expresar idea religiosas. Un crítico escribió de manera sarcástica sobre sus trabajos en 1783: «Como las intenciones de este autor son piadosas, sus aptitudes evidentemente desordenadas, y sus elucubraciones absolutamente ininteligibles, estos tres panfletos deben ser exceptuados de la crítica». William Johnson Cory reveló más tarde la identidad del autor de dichos panfletos en una inscripción a mano en uno de los panfletos sobre Ezekiel que se encuentra en la Biblioteca Bodleiana: «Este libro extraño ha sido escrito por mi abuela, la Sra. Johnson, hermana de Sir Joshua Reynolds. Cuando era muy pobre lo envió a Okford para su publicación, era muy entusiasta».

## Longitud
The Astronomy and Geography of the Created World, su cuarto escrito publicado en 1785, incluye una breve referencia a la longitud. El escrito concluye con la frase «si el premio por hallar la longitud no se le otorga al autor de Explanation of the Vision to Ezekiel, nunca nadie lo obtendrá». La atribución del panfleto sobre Ezekiel a Johnson ha revelado de manera reciente que el autor del trabajo de 1785 fue una mujer que estaba buscando la forma de determinar la longitud, porque incluso lo envió de manera anónima a la Junta de Longitud en 1786 con la esperanza de obtener una recompensa. No lo logró, y su escrito junto con su carta fueron catalogadas por el Astrónomo Real George Airy  en un archivo de correspondencias de la Junta de Longitud que tituló Teorías Astronómicas Irracionales en 1858.
Elizabeth Johnson murió en Great Torrington, Devon en 1800.